# Литовські батальйони ТDA
Литовські батальйони TDA (лит. Tautinio darbo apsaugos batalionas) або TDA  — воєнізовані підрозділи, організовані в червні–серпні 1941 року Тимчасовим урядом Литви на початку операції «Барбаросса». Члени TDA були відомі під багатьма іменами, такими як литовські помічники, поліцаї, білі пов’язки, націоналісти, повстанці, партизани чи борці опору. TDA було задумано як основа для майбутньої незалежної литовської армії, але незабаром її захопили нацистські чиновники та реорганізували в литовські батальйони допоміжної поліції (литовська версія Schutzmannschaft). Початковий TDA згодом став 12-м і 13-м поліцейськими батальйонами. Ці два підрозділи брали активну участь у масових убивствах євреїв у Литві та Білорусі. Згідно зі звітом Єгера, члени TDA вбили близько 26 000 євреїв між липнем і груднем 1941 року.

## Формування
Коли Нацистська Німеччина оголосила війну Радянському Союзу та напала на Литву, 23 червня 1941 року Тимчасовий уряд Литви проголосив незалежність. Литовці сподівалися відновити незалежну Литву, яка існувала до радянської окупації, або принаймні отримати певну автономію від нацистської Німеччини. Намагаючись відновити литовську армію, Тимчасовий уряд оголосив про створення ТДА в Каунасі 28 червня. Плани такого формування були розроблені ще 24 березня 1941 року. TDA носили білу пов'язку з чорними літерами TDA на рукавах.
Початковими цілями формування були охорона стратегічних об'єктів (наприклад, мостів чи залізниць), охорона радянських військовополонених, встановлення загального порядку в Каунасі та його околицях.

## Діяльності

### Розстріли євреїв
Згідно зі звітом від 6 липня Карла Єгера, командира айнзатцгрупи А, дві роти TDA були призначені для виконання обов’язків, пов’язаних з масовими вбивствами євреїв: одна мала охороняти та страчувати євреїв у Сьомому форті Каунаської фортеці, а інша була призначена для Айнзацкоманда. Згідно з широкими післявоєнними розслідуваннями, проведеними радянською владою, у міру того, як страти євреїв зростали, у вбивствах було залучено все більше компаній ТДА. У світлі такого розвитку подій ТДА почала втрачати своїх членів: з 5 по 11 липня вийшли з неї 117 членів. Командир 1-ї роти, яка особливо часто брала участь у розстрілах, покінчив життя самогубством 12 липня. 3-тя рота була приписана сумнозвісній Rollkommando Hamann під командуванням Йоахіма Гаманна та Броніуса Норкуса. Загін здійснював масові вбивства євреїв на селі. Згідно зі звітом Єгера, члени TDA вбили близько 26 000 євреїв з липня по грудень 1941 року.

### Реорганізації
У ніч з 23 на 24 липня деякі члени ТДА брали участь у спробі державного перевороту проти Тимчасового уряду. Переворот, організований членами Асоціації Залізного Вовка та підтриманий німецьким Гестапо, призвів до заміни керівництва TDA.  Тепер Залізний Вовк міг підвищувати або звільняти різних членів TDA. Командира Буткунаса змінив Казис Шимкус.

Тимчасовий уряд саморозпустився 5 серпня 1941 року. Наступного дня Франц Лехталер перейняв командування всіма поліцейськими підрозділами, включно з TDA. 7 серпня, коли TDA налічувало 703 члени, Лехталер наказав реорганізувати батальйон у два батальйони допоміжної поліції або Хільфсполіції (лит. Pagalbinės policijos tarnyba   або PPT) і перейменовані відповідно. Протягом серпня було сформовано ще три батальйони ППП. У жовтні ці п'ять батальйонів були перейменовані в батальйони безпеки (лит. apsaugos batalionas).

### Ліквідація та переслідування

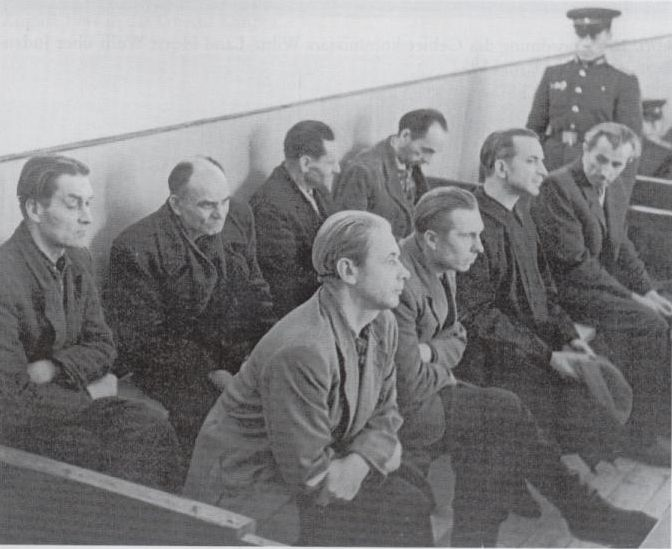
Вісім членів TDA перед судом у 1961 році (визнані винними та страчені)

У грудні п'ять батальйонів були знову реорганізовані:
- 1-й батальйон став 13-м,
- 2-12,
- 3-й – 11-й батальйони литовських загонів самооборони (лит. Lietuvių savisaugos dalinys )[3].

У 1942 новий 13-й батальйон був передислокований для боротьби з радянськими партизанами під Псковом і Твер'ю. 13-й батальйон почав відступ із поразкою Вермахту в 1944 році. Його члени потрапили в полон до Червоної Армії або переховувалися в литовських лісах. За антирадянську діяльність багато членів радянської влади переслідувалися. Одних розстріляли, інших ув'язнили в ГУЛАГах. Радянські розслідування тривали до 1979 року, коли в Мінську була проведена остання страта.